# Terpillaria pulchra
Terpillaria pulchra är en insektsart som beskrevs av Sjöstedt 1920. Terpillaria pulchra ingår i släktet Terpillaria och familjen gräshoppor. Inga underarter finns listade i Catalogue of Life.